# Cantone di Pleine-Fougères
Il Cantone di Pleine-Fougères era una divisione amministrativa dell'arrondissement di Saint-Malo.
A seguito della riforma approvata con decreto del 18 febbraio 2014, che ha avuto attuazione dopo le elezioni dipartimentali del 2015, è stato soppresso.

## Composizione
Comprendeva i comuni di:
- La Boussac
- Broualan
- Pleine-Fougères
- Roz-sur-Couesnon
- Sains
- Saint-Broladre
- Saint-Georges-de-Gréhaigne
- Saint-Marcan
- Sougéal
- Trans-la-Forêt
- Vieux-Viel